# Es Vedrà
Es Vedrà és un illot que es troba a 2 km de la costa occidental d'Eivissa, davant de Cala d'Hort. Pertany al municipi de Sant Josep de sa Talaia i no està habitat. Té una altitud de 382 m, i al seu costat es troba Es Vedranell, de 128 m. Els dos illots, juntament amb els illots de Ponent (les illes Bledes, l'illa de s'Espartar, l'illa des Bosc i l'illa de sa Conillera), formen part de les Reserves naturals des Vedrà, es Vedranell i els illots de Ponent), protegides pel Decret 24/2002 des de l'any 2002.

## Geografia
Es Vedrà és un illot salvatge i agrest d'una altura de 382 m i 60 hectàrees que es troba a 2 km de la costa occidental d'Eivissa, davant de cala d'Hort. Situada a 150 metres d'altitud s'hi troba la cova Baixa, baix les crestes de sa Pala Marina. Sa Bestorre (anomenada també la Cabra), situada a la part ponent, és una prominència que assoleix els 197 metres d'altitud.

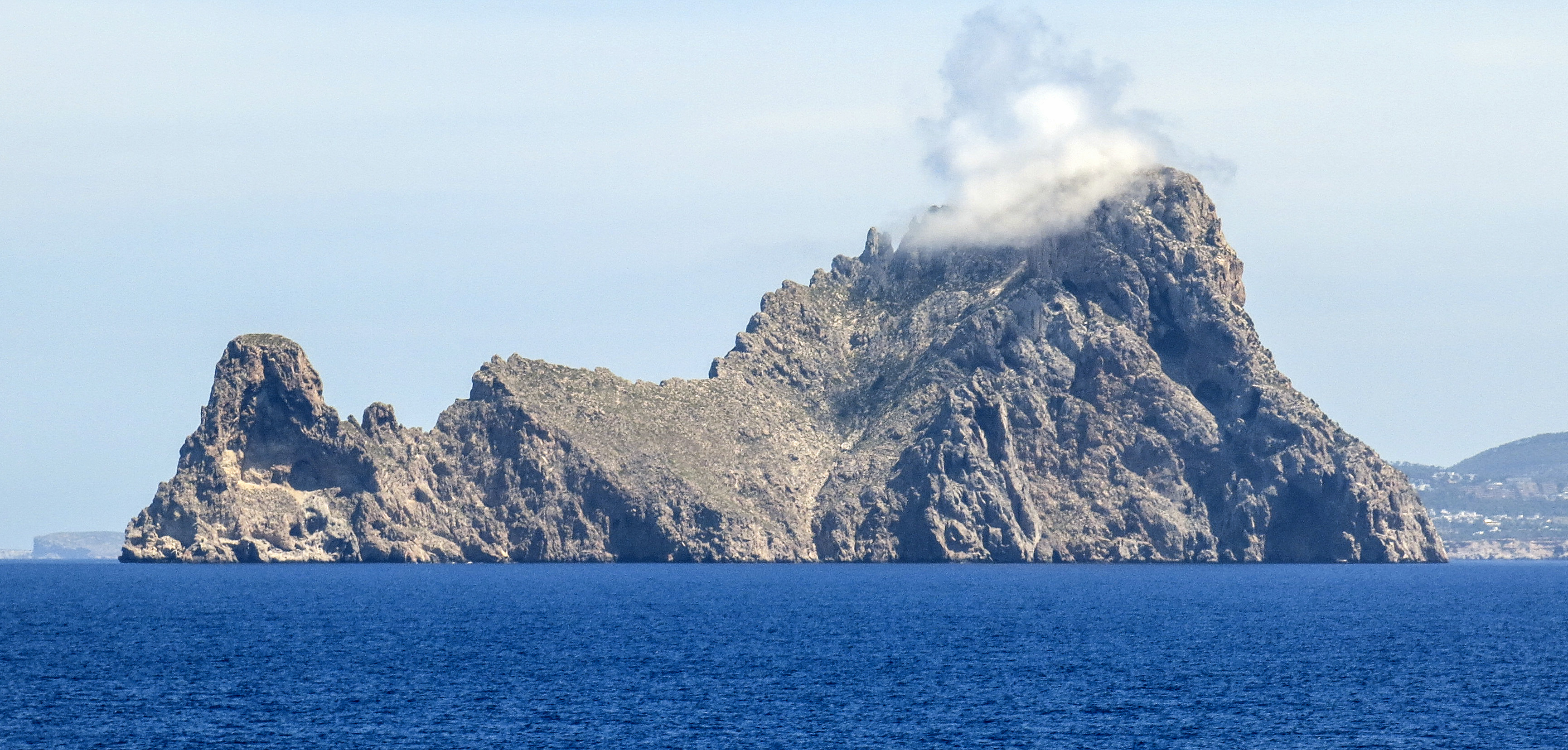
Vessant migjorn

Pertany al municipi de Sant Josep de sa Talaia i no està habitat. Una de les millors vistes que es pot obtenir de l'Illot és a la punta de sa Pedrera, una cala molt agresta que no té accés amb cotxe, però sí a peu. És per a molts dels visitants i habitants d'Eivissa el lloc més emblemàtic i enigmàtic de l'illa. La seva forma imponent i bellesa singular atreuen cada any una gran part dels milers de turistes que visiten les Pitiüses.

## Accés i conservació
L'accés a l'illot és exclusivament per mar, en embarcacions privades i amb un permís. El lloc va ser declarat Reserva natural l'any 2002. No està permès el desembarcament a cap dels illots que conformen les Reserves naturals des Vedrà, es Vedranell i els illots de Ponent.

## El pare Francesc Palau
El pare carmelita Francesc Palau va estar en aquesta penya com a ermità en la segona meitat del segle xix. El pare Palau va ser fundador del monestir de les Carmelites Missioneres a la localitat eivissenca es Cubells. Va relatar en una de les seves obres algunes de les nombroses experiències i visions d'éssers celestials que va viure en l'illot entre els anys 1854 i 1860.

## Mites
L'aspecte escarpat i el fet que normalment està envoltat de boira donen sovint un aspecte màgic i misteriós a l'illot. Així, des de temps antics, han aparegut llegendes al voltant des Vedrà. La rondalla Es gegant des Vedrà, recollida per Joan Castelló Guasch, folklorista, parla de dos germans que, per poder guarir llur pare d'un mal incurable, van haver d'anar a l'illot a collir fonoll marí (Crithmum maritimum). Una vegada a l'illot, varen haver d'enfrontar-se al gegant que hi vivia refugiat al seu cau, una de les coves de l'illot. L'enginy dels dos germans, amb l'ajuda dels eriçons de mar, va aconseguir vèncer el gegant.
Una altra llegenda és la de La dama blanca des Vedrà del segle xix, segons la qual el mossèn lleidatà Francesc Palau, durant el seu exili a Eivissa, va anar as Vedrà a fer vida eremítica. Una vegada a l'illot, va començar a tindre aparicions d'una noia vestida de blanc.